# Nyctiphrynus ocellatus
Nyctiphrynus ocellatus е вид птица от семейство Caprimulgidae.

## Разпространение
Видът е разпространен в Аржентина, Боливия, Бразилия, Еквадор, Колумбия, Коста Рика, Никарагуа, Парагвай, Перу и Хондурас.